# Sobolewo (obwód smoleński)
Sobolewo (ros. Соболево) – wieś (dieriewnia) w Rosji, w obwodzie smoleńskim, w rejonie monastyrszczinskim. W 2010 liczyła 246 mieszkańców.